# Strubiny
Strubiny [pronunciación en polaco: /struˈbinɨ/] es un pueblo en el distrito administrativo de Gmina Płońsk, dentro del Distrito de Płońsk, Voivodato de Mazovia, en el centro-este de Polonia. Se encuentra aproximadamente 6 kilómetros al este de Płońsk y 58 kilómetro al noroeste de Varsovia.